# La acariciante voz de Flor Silvestre
La acariciante voz de Flor Silvestre es el quinto álbum de estudio de la cantante mexicana Flor Silvestre, lanzado en 1965 por Discos Musart. El disco incluye rancheras y boleros con el Mariachi México, el Mariachi Internacional, el Mariachi Los Mensajeros y el Trío Los Albinos. El sencillo «Una limosna» se colocó en el primer puesto de la lista Record World Latin American Single Hit Parade.
Los temas «Una limosna» y «El mar y la esperanza» forman parte de la banda sonora de la película Caballo prieto azabache. Flor interpretó «Gaviota traidora» en la película El ojo de vidrio.

## Lista de canciones
| Lado 1 |                                                        |                                     |          |  |
| N.º    | Título                                                 | Escritor(es)                        | Duración |  |
| 1.     | «Gaviota traidora» (con el Mariachi México)            | Margarito Estrada                   |          |  |
| 2.     | «Amor se escribe con llanto» (con el Trío Los Albinos) | Álvaro Dalmar                       |          |  |
| 3.     | «Volver a verte» (con el Mariachi Internacional)       | Algueró (música) y Guijarro (letra) |          |  |
| 4.     | «La puerta blanca» (con el Mariachi México)            | Indalecio Ramírez                   |          |  |
| 5.     | «Vengo a saber» (con el Mariachi México)               | Alberto M. Brambila                 |          |  |
| 6.     | «Para adorarte» (con el Mariachi Internacional)        | Fidel A. Vista                      |          |  |

| Lado 2 |                                                  |                           |          |  |
| N.º    | Título                                           | Escritor(es)              | Duración |  |
| 1.     | «Una limosna» (con el Mariachi Los Mensajeros)   | Indalecio Ramírez         |          |  |
| 2.     | «El mar y la esperanza» (con el Mariachi México) | Alfonso Villagómez        |          |  |
| 3.     | «Espumas» (con el Trío Los Albinos)              | Jorge Villamil            |          |  |
| 4.     | «Mi última canción» (con el Mariachi México)     | Rubén Fuentes y Stringolo |          |  |
| 5.     | «Y quedarme sin mí» (con el Mariachi México)     | José Rubén Márquez        |          |  |
| 6.     | «Probé el dolor» (con el Mariachi Internacional) | Avellaneda y Moncada      |          |  |